# Фридрих IV фон Тогенбург
Фридрих IV фон Тогенбург (на немски: Friedrich IV von Toggenburg; * пр. 1286; † 15 ноември 1315 при Моргартен) е граф на Тогенбург (днес в кантон Санкт Гален) (1309 – 1315) и господар на замък Вилденбург (до Баар) в Швейцария.

## Произход
Той е син на граф Фридрих III фон Тогенбург († 1309) и съпругата му Клеменция фон Верденберг († 1282), дъщеря на граф Рудолф I фон Верденберг-Монфор-Брегенц († 1244/1247) и Клемента фон Кибург († 1249).
Внук е на граф Крафт I фон Тогенбург († 1249/1254) и Елизабет фон Буснанг († 1276). Брат е на Крафт III фон Тогенбург († 7 март 1339), каноник в Констанц, провост в Цюрих, граф на Тогенбург (1309 – 1339).
Фридрих IV фон Тогенбург е убит на 15 ноември 1315 г. в битката при прохода Моргартен, първата битка между швейцарците и Хабсбургите.

## Фамилия
Фридрих IV фон Тогенбург се жени пр. 17 декември 1305 г. за Ида/Ита фон Фробург-Хомберг († 19 март 1328), дъщеря на граф Вернер I фон Фробург-Хомберг (* 1254 † 6 февруари 1273) и Кундигунда († 20 септември). Те имат двама сина:
- Дитхелм V фон Тогенбург († 21 септември 1337, в битката при Гринау), граф на Тогенбург, женен ок. 1324 г. за Аделхайд фон Грисенберг († между 30 декември 1371 и 8 юни 1372).
- Фридрих V фон Тогенбург († 5 февруари 1364), каноник в Констанц, граф на Тогенбург, женен I. (разрешение от папата на 3 октомври 1336) за Кунигунда фон Фац († 6 февруари 1364), II. ок. 1335 г. за неизвестна по име жена